# Ambrosius Aurelianus
Ambrosius Aurelianus war ein spätantiker römisch-britischer Anführer im 5. Jahrhundert. Vielleicht war er der Befehlshaber der Romano-Briten in der Schlacht von Mons Badonicus, in der sie gegen die Angelsachsen gewonnen haben sollen.

## Leben
Über das Leben des Ambrosius Aurelianus ist kaum etwas bekannt. Er wird nur in wenigen Quellen erwähnt, wobei die spätere Überlieferung als unzuverlässig gilt und die Quellenlage für Britannien in der Zeit zwischen 400 und 600 sehr schlecht ist. Im 6. Jahrhundert lebten offenbar noch Nachfahren des Ambrosius, da diese von Gildas erwähnt werden, weshalb er in der Forschung als historische Person angesehen wird.
Ambrosius Aurelianus ist eine der wenigen Personen, die Gildas im 6. Jahrhundert in seinem lateinischen Werk De excidio et conquestu Britanniae namentlich erwähnt. Die römische Verwaltungsordnung in Britannien war im frühen 5. Jahrhundert weitgehend zusammengebrochen, nach dem Rheinübergang von 406 und der Usurpation Konstantins (III.) hatten die meisten regulären römischen Truppen das Land verlassen. Etwas später sollen die Romano-Briten von einem „hochmütigen Usurpator“ (superbus tyrannus) beherrscht worden sein, der die civitates überredet habe, Sachsen als Söldner ins Land zu rufen. Dieser „Tyrann“ bzw. „Usurpator“ trägt in der späteren Überlieferung den Namen Vortigern (vermutlich eher ein Titel als ein Personenname). Vortigern wird allerdings bei Gildas nicht namentlich erwähnt, sondern erst von Beda Venerabilis; dieser benutzt unter anderem Gildas als Vorlage und berichtet davon, wie Vortigern Sachsen als Söldner nach Britannien rief. Die sächsischen foederati rebellierten jedoch (um 440, wie die zeitgenössische Gallische Chronik berichtet) und rissen die Kontrolle über Teile der Insel an sich. Einige Zeit später sollen sich die romanisierten Bewohner der Insel unter Führung von Ambrosius gesammelt haben, um Widerstand zu leisten. Gildas schreibt dazu, dass Ambrosius „vielleicht als einziger Römer den Schock dieses bemerkenswerten Sturms überlebte. Seine Eltern, die sicherlich den Purpur getragen hatten, waren in ihm getötet worden. Seine Nachkommen in unseren Tagen sind gegenüber der Außergewöhnlichkeit ihres Großvaters viel niedriger.“
Gildas zufolge war es also Ambrosius, der den Widerstand gegen die sächsischen Invasoren organisierte, doch war sein Erfolg nicht entscheidend, weil daraufhin manchmal die Romano-Briten und manchmal die Sachsen militärisch die Oberhand behielten. Aus dem weiteren Bericht des Gildas geht nicht klar hervor, ob Ambrosius auch der Anführer der Briten bei ihrem Sieg in der Schlacht von Mons Badonicus war. Wo diese Schlacht stattfand, erwähnt Gildas nicht; er beklagt aber, dass danach kein dem Ambrosius ebenbürtiger Anführer auftrat. Der Sieg bei Mons Badonicus war offensichtlich insofern bedeutend, dass anschließend die Sachsen zu einem vorläufigen Innehalten gezwungen waren, bevor sie im späteren 6. Jahrhundert wieder militärisch aktiv wurden.
Damit enden die relativ gesicherten Berichte bezüglich Ambrosius Aurelianus. In der Schilderung des Gildas sind mehrere Punkte problematisch; so werden faktisch keine präzisen Datierungen genannt und oft Geschehnisse nur gestreift. Im Zusammenhang mit dem Bericht über Ambrosius stellt sich unter anderem die Frage, was die Aussage bedeutet, Ambrosius’ Eltern hätten „Purpur getragen“. Vielleicht sollte damit die Abstammung von einem römischen Kaiser oder einem Usurpator wie Konstantin III. († 411) angedeutet werden. Eventuell sollte die Formulierung aber auch nur auf eine senatorische Herkunft verweisen. Ob dies zutreffend ist oder nicht, für Gildas war Ambrosius Aurelianus jedenfalls ein bedeutender romano-britischer Heerführer.

## Spätere Erzählungen und Legenden
In späteren Erzählungen wird Ambrosius Aurelianus ebenfalls erwähnt, doch haben all diese keinen relevanten historischen Wert. Letztendlich sind die einzig zuverlässig verwertbaren Informationen die wenigen Aussagen bei Gildas.
Auch die deutlich später entstandene Historia Brittonum bewahrt einige Details der Überlieferung zu Ambrosius, die aber legendär geprägt und daher historisch nicht zuverlässig sind. Der wichtigste darunter ist die Geschichte von Ambrosius, Vortigern und den beiden Drachen von Dinas Emrys (walisisch für „Festung des Ambrosius“) in den Kapiteln 40 bis 42. Diese Geschichte wurde später von Geoffrey von Monmouth in seiner Historia regum Britanniae erneut erzählt, wo die Person Ambrosius mit der walisischen Legende vom Zauberer Merlin verknüpft wird, der bekannt war für angebliche Prophezeiungen über zukünftige Siege der keltisch-römischen Einwohner Britanniens über die Sachsen und Normannen. Einigen Forschern gilt Ambrosius als ein mögliches Vorbild für Artus.
Es gibt auch einige kurze Abschnitte in der Historia Brittonum, die sich mit Ambrosius beschäftigen: Im Kapitel 31 wird berichtet, dass Vortigern durch Angst vor Ambrosius regiert habe; später, in Kapitel 66, werden verschiedene Ereignisse mit der Schlacht von Guoloph zwischen Ambrosius und Vitolinus in Verbindung gebracht; zuletzt (in Kapitel 48) wird gesagt, dass Pascent, dem Sohn Vortigerns, die Herrschaft über die Königreiche Buellt und Gwrtheyrion zugesprochen wurde. Es ist nicht eindeutig, wie diese verschiedenen Teile zueinander gehören, aber es ist nicht außer Acht zu lassen, dass sie alle aus der gleichen Quelle stammen könnten.
Darüber hinaus existieren noch mehrere weitere legendäre Erzählungen und modern-populäre Verarbeitungen des Sagenstoffs.